# DSV-Sportsegelschein

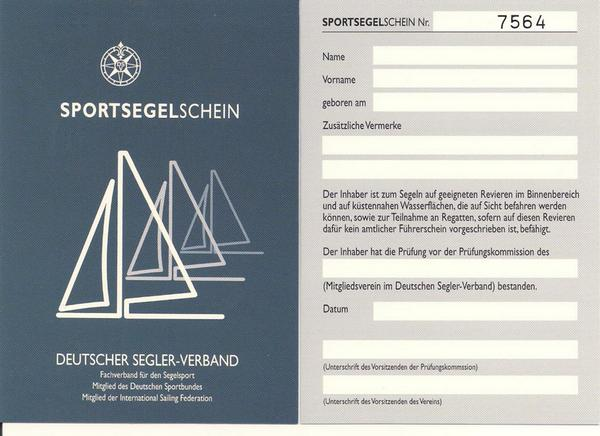
Der Sportsegelschein

Der DSV-Sportsegelschein (SPOSS) ist ein verbandsinternes Zertifikat des Deutschen Segler-Verbandes (DSV). Er bescheinigt die Segel- und Regattakentnisse. Er ist Voraussetzung, um als Skipper an Regatten des DSV oder World Sailing teilnehmen zu dürfen.
Nach den Bestimmungen des DSV  müssen Teilnehmer an einer vom DSV oder World Sailing ausgerichteten Regatta, genauer die Schiffsführer, auch über einen Segelschein des nationalen Verbands verfügen. Um dieser Anforderung gerecht zu werden, hat der DSV den Sportsegelschein eingeführt. Ausbildung und Prüfung des Scheins erfolgt verbandsintern. Für jugendliche Regattateilnehmer unter 14 Jahre gibt es den DSV-Jugendsegelschein.
Der Sportsegelschein ist kein amtlicher oder amtlich anerkannter Führerschein wie die Befähigungszertifikate für Sportbootführer. Daher berechtigt er auch nicht zur Führung von Schiffen auf Gewässern, auf denen ein solcher Schein vorgeschrieben ist.

## Voraussetzung
- Mindestalter: Vollendetes 14. Lebensjahr
- Bestehen einer theoretischen und praktischen Prüfung[2]